# فرانچسکا نری
فرانچسکا نری (ایتالیایی: Francesca Neri؛ زادهٔ ۱۰ فوریهٔ ۱۹۶۴) یک هنرپیشه اهل ایتالیا است.
از فیلم‌ها یا برنامه‌های تلویزیونی که وی در آن نقش داشته‌است می‌توان به گریز کودک بی‌گناه، تلفات جانبی، جسم زنده و هانیبال اشاره کرد.